# Gutenko Mountains
Gutenko Mountains – pasmo wzgórz, nunataków i niewielkich gór ograniczające od południa Dyer Plateau na Ziemi Palmera w południowej części Półwyspu Antarktycznego.
Gutenko Mountains obejmują: Elliott Hills, Rathbone Hills, Guthridge Nunataks i Blanchard Nunataks. Sfotografowane 21 listopada i 23 grudnia 1947 roku podczas lotów zwiadowczych w trakcie ekspedycji badawczej Finna Ronne (1899–1980) na tereny wybrzeża Morza Weddella (ang. Ronne Antarctic Research Expedition (RARE)). Nazwane na cześć rodziny członka wyprawy Sigmunda Gutenki. Dokładne mapy Gutenko Mountains zostały sporządzone w 1974 roku.   